# Hugh Dalton
Hugh Dalton, Baron Dalton, född den 16 augusti 1887 i Neath, Wales, död den 13 februari 1962, var en brittisk labourpolitiker och nationalekonom.

## Biografi
Daltons fader var kaplan till drottning Victoria och privatlärare till den blivande kung Georg V. 
Sin utbildning fick Dalton vid Eton College och därefter vid King's College, Cambridge, där hans socialistiska åsikter, då mycket sällsynta bland studenter gav honom smeknamnet ”kamrat Hugh”.
Efter militär tjänstgöring som löjtnant under första världskriget återvände han till London School of Economics som föreläsare och tog där sin doktorsexamen 1920 på en avhandling om principerna för de offentliga finanserna.
Dalton misslyckades fyra gånger att komma in i parlamentet innan han 1924 valdes till parlamentsledamot för Peckham. Som de flesta andra labourparlamentariker förlorade han sin plats 1931, men blev omvald 1935. Trots sina laboursympatier var han en stark anhängare av Churchill under krisen i september 1938 då lord Halifax och andra konservativa politiker uppmanade krigskabinettet att ingå en fredskompromiss.
Dalton var under 1930-talet landets ledande labourteoretiker och fortsatt ledamot av underhuset åren 1935–1959. Han ingick i koalitionsregeringen 1940–1945 som minister för den ekonomiska krigföringen och senare som handelsminister. Han var finansminister 1945–1947 men måste avgå då han vid framläggandet av budgeten gjort vissa förhastade uttalanden. 
Han kvarstod i regeringen till 1951, först som kansler för hertigdömet Lancaster och från 1950 som minister för fysisk planering.